# プリキュア エンディングテーマコレクション2004〜2016
『プリキュア エンディングテーマコレクション2004〜2016』は、「プリキュアシリーズ」のエンディング主題歌集のアルバム。2017年1月25日にマーベラスから発売された。

## 概要
2004年に放送が開始した東映アニメーション制作、ABC・テレビ朝日系列で放送されているテレビアニメ「プリキュアシリーズ」の、第1作目である『ふたりはプリキュア』から、発売当時の作品である『魔法つかいプリキュア!』後期エンディングテーマまでの全25曲を収録したエンディングテーマ集。主題歌集としては同年8月に発売された『プリキュア オープニングテーマコレクション2004〜2016』に続く形となる。
通常盤の他に期間生産限定盤として、収録された13作品（『魔法つかいプリキュア!』後期エンディングまで）の歴代エンディング映像のノンテロップバージョン25曲分を収録したDVDが同梱され、CDとDVD両ケースを収納する三方背スリーブ仕様になっている。ジャケットイラストは描き下ろしで、通常版は歴代主人公プリキュア11人がデフォルメで、期間生産限定盤は『ふたりはプリキュア』のキュアブラックとキュアホワイト、『魔法つかいプリキュア!』のキュアミラクル・キュアマジカル・キュアフェリーチェの5人が描かれている。

## 収録内容

### Disc-1
1. ゲッチュウ!らぶらぶぅ?!
歌：五條真由美
作詞：青木久美子、作曲・編曲：佐藤直紀、
テレビアニメ『ふたりはプリキュア』エンディングテーマ
2. ムリムリ?! ありあり!! INじゃぁな〜い?!
歌：五條真由美、ヤング・フレッシュ
作詞：青木久美子、作曲・編曲：佐藤直紀
テレビアニメ『ふたりはプリキュア Max Heart』前期エンディングテーマ
3. ワンダー☆ウインター☆ヤッター!!
歌：五條真由美
作詞：青木久美子、作曲：間瀬公司、編曲：佐藤直紀
テレビアニメ『ふたりはプリキュア Max Heart』後期エンディングテーマ
4. 「笑うが勝ち!」でGO!
歌：五條真由美
作詞：青木久美子、作曲：高取ヒデアキ、編曲：家原正樹
テレビアニメ『ふたりはプリキュア Splash Star』前期エンディングテーマ
5. ガンバランスdeダンス
歌：五條真由美 with フラッピ&チョッピーズ（山口勝平、松来未祐）
作詞：青木久美子、作曲：小杉保夫、編曲：家原正樹
テレビアニメ『ふたりはプリキュア Splash Star』後期エンディングテーマ
6. キラキラしちゃって My True Love!
歌：宮本佳那子
作詞：佐々木美和、作曲：marhy、編曲：久保田光太郎・marhy
テレビアニメ『Yes!プリキュア5』前期エンディングテーマ
7. ガンバランスdeダンス〜夢みる奇跡たち〜
歌：宮本佳那子、コーラス：ぷりきゅあ5（三瓶由布子・竹内順子・伊瀬茉莉也・永野愛・前田愛）
作詞：青木久美子、作曲：小杉保夫、編曲：多田三洋
テレビアニメ『Yes!プリキュア5』後期エンディングテーマ
8. 手と手つないでハートもリンク!!
歌：宮本佳那子 with ヤングフレッシュ
作詞：青木久美子、作曲：岩切芳郎、編曲：籠島裕昌・亀山耕一郎
テレビアニメ『Yes!プリキュア5GoGo!』前期エンディングテーマ
9. ガンバランスdeダンス〜希望のリレー〜
歌：キュア・カルテット（五條真由美、うちやえゆか、工藤真由、宮本佳那子）
作詞：青木久美子、作曲：小杉保夫、編曲：籠島裕昌・亀山耕一郎
テレビアニメ『Yes!プリキュア5GoGo!』後期エンディングテーマ
10. You make me happy!
歌：林桃子
作詞：六ツ見純代、作曲：marhy、編曲：亀山耕一郎
テレビアニメ『フレッシュプリキュア!』前期エンディングテーマ
11. H@ppy Together!!!
歌：林桃子
作詞：六ツ見純代、作曲：marhy、編曲：村田昭・marhy
テレビアニメ『フレッシュプリキュア!』後期エンディングテーマ
12. ハートキャッチ☆パラダイス
歌：工藤真由
作詞：六ツ見純代、作曲：marhy、編曲：久保田光太郎
テレビアニメ『ハートキャッチプリキュア!』前期エンディングテーマ
13. Tomorrow Song 〜あしたのうた〜
歌：工藤真由、コーラス：池田彩、六ツ見純代、関係各社女性スタッフ有志の皆さん
作詞：六ツ見純代、作曲：高取ヒデアキ、編曲：籠島裕昌
テレビアニメ『ハートキャッチプリキュア!』後期エンディングテーマ

### Disc-2
1. ワンダフル↑パワフル↑ミュージック!!
歌：池田彩
作詞：六ツ見純代、作曲：高取ヒデアキ、編曲：籠島裕昌
テレビアニメ『スイートプリキュア♪』前期エンディングテーマ
2. ♯キボウレインボウ♯
歌：池田彩
作詞：六ツ見純代、作曲：山崎燿、編曲：Mine Chang
テレビアニメ『スイートプリキュア♪』後期オープニングテーマ
3. イェイ!イェイ!イェイ!
歌：吉田仁美
作詞：実ノ里、作曲：高取ヒデアキ、編曲：斎藤悠弥
テレビアニメ『スマイルプリキュア!』前期エンディングテーマ
4. 満開*スマイル!
歌：吉田仁美
作詞：六ツ見純代、作曲：高取ヒデアキ、編曲：籠島裕昌
テレビアニメ『スマイルプリキュア!』後期エンディングテーマ
5. この空の向こう
歌：吉田仁美
作詞：利根川貴之、作曲：Dr.Usui、編曲：Dr.Usui・利根川貴之
テレビアニメ『ドキドキ!プリキュア』前期エンディングテーマ
6. ラブリンク
歌：吉田仁美
作詞：利根川貴之、作曲：Dr.Usui、編曲：Dr.Usui&Wicky.Recordings
テレビアニメ『ドキドキ!プリキュア』後期エンディングテーマ
7. プリキュア・メモリ
歌：吉田仁美
作詞：只野菜摘、作曲：小杉保夫、編曲：Dr.Usui
テレビアニメ『ハピネスチャージプリキュア!』前期エンディングテーマ
8. パーティ ハズカム
歌：吉田仁美
作詞：只野菜摘、作曲：ヒザシ、編曲：古川貴浩
テレビアニメ『ハピネスチャージプリキュア!』後期エンディングテーマ
9. ドリーミング☆プリンセスプリキュア
歌：北川理恵
作詞：マイクスギヤマ、作曲：山本清香、編曲：多田彰文
テレビアニメ『Go!プリンセスプリキュア』前期エンディングテーマ
10. 夢は未来への道〜キュアフローラVer.〜
歌：北川理恵
作詞：マイクスギヤマ、作曲・編曲：石塚玲依
テレビアニメ『Go!プリンセスプリキュア』後期エンディングテーマ
11. CURE UP↑RA♡PA☆PA!〜ほほえみになる魔法〜
歌：キュアミラクル（高橋李依）・キュアマジカル（堀江由衣）
作詞：六ツ見純代、作曲：多田彰文、編曲：中村博
テレビアニメ『魔法つかいプリキュア!』前期エンディングテーマ
12. 魔法アラ・ドーモ！
歌：キュアミラクル（高橋李依）・キュアマジカル（堀江由衣）・キュアフェリーチェ（早見沙織）
作詞：只野菜摘、作曲：前山田健一、編曲：サイトウヨシヒロ
テレビアニメ『魔法つかいプリキュア!』後期エンディングテーマ

### Disc-3（DVD・期間生産限定盤のみ）
歴代TVエンディングノンテロップムービー集（2004〜2016）
1. ゲッチュウ!らぶらぶぅ?!
2. ムリムリ!?ありあり!!INじゃあな～い?!
3. ワンダー☆ウインター☆ヤッター!!
4. 「笑うが勝ち！」でGO！
5. ガンバランスdeダンス
6. キラキラしちゃってMy True Love!
7. ガンバランスdeダンス～夢見る奇跡たち～
8. 手と手つないでハートもリンク!!
9. ガンバランス de ダンス～希望のリレー～
10. You make me happy!
11. H@ppy Together!!!
12. ハートキャッチ☆パラダイス！
13. Tomorrow Song ～あしたのうた～
14. ワンダフル↑パワフル↑ミュージック!!
15. ♯キボウレインボウ♯
16. イェイ！イェイ！イェイ！
17. 満開＊スマイル！
18. この空の向こう
19. ラブリンク
20. プリキュア・メモリ
21. パーティ ハズカム
22. ドリーミング☆プリンセスプリキュア
23. 夢は未来への道
24. CURE UP↑RA♡PA☆PA!〜ほほえみになる魔法〜
25. 魔法アラ・ドーモ！